# Otradnoje

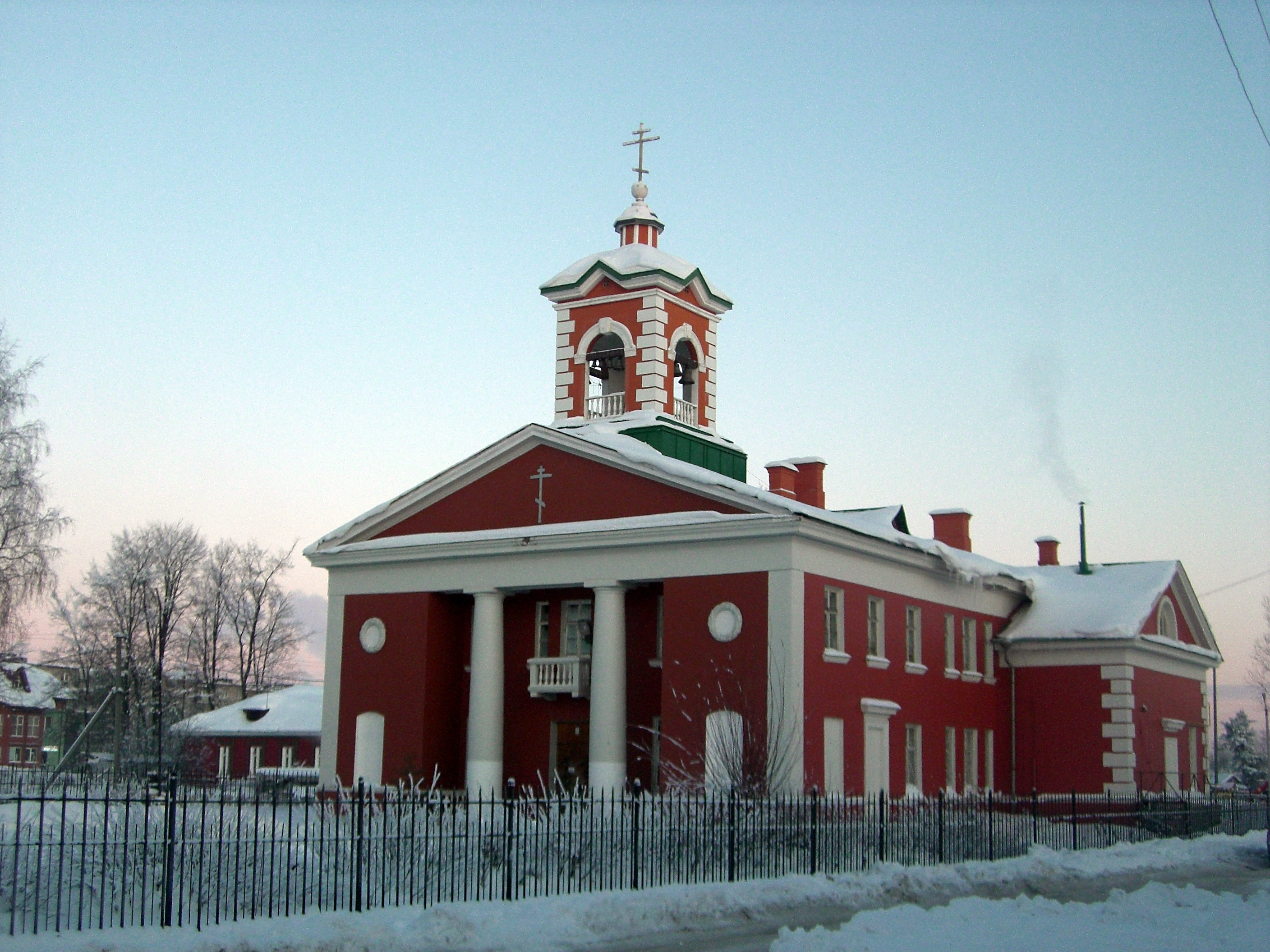
Rysk-ortodoxa Johanneskyrkan i Otradnoje

Otradnoje (ryska: Отра́дное) är en stad i Leningrad oblast i Ryssland. Den är belägen drygt 30 km sydost om Sankt Petersburg, nära den plats där floden Tosna mynnar ut i Neva. Staden hade 23 866 invånare enligt folkräkningen år 2010.

## Historia
En by med namnet Ivanovskaja (ryska: Ива́новская) vid sammanflödet mellan Neva och Tosna nämns första gången i krönikor från år 1708. Här utkämpades det året Slaget vid Neva mellan svenska och ryska trupper. 
År 1784 köpte Katarina II ett gods i närheten av byn. Året efter inleddes byggandet av ett stort palats, som dock aldrig helt färdigställdes. I samband med palatsbygget uppstod med tiden en ny by med namnet Otradnoje.
Under andra världskriget var området under nästan 900 dagar ockuperat av tyska trupper och ständigt i frontlinjen under belägringen av Leningrad.
Den nuvarande staden grundades år 1970 genom en sammanslagning av de stadsliknande bosättningarna Otradnoje och Ivanovskoje.